# ژان باراک
ژان بارک (انگلیسی: Jean Barraqué) آهنگساز و نویسنده فرانسوی است که شکل ویژه‌ای از سریالیسم را توسعه داد که در آن، نت‌ها در سری کوچک‌تری قرار می‌گیرند.